# Cao Sơn, Anh Sơn
Cao Sơn là một xã thuộc huyện Anh Sơn, tỉnh Nghệ An, Việt Nam.
Xã Cao Sơn có diện tích 27,43 km², dân số năm 1999 là 4.950 người, mật độ dân số đạt 180 người/km².